# Gravedona
Gravedona ist eine Fraktion und Gemeindesitz der italienischen Gemeinde (comune) Gravedona ed Uniti in der Provinz Como in der Lombardei.

## Geografie
Gravedona liegt am oberen Teil des Comer Sees an der Staatsstraße 340 und der Provinzstraße 4. Gravedona umfasst die Ortsteile: Naro, Negrana, San Carlo, Segna, Traversa, Trevisa. Nachbarorte und -Gemeinden sind Colico (LC), Consiglio di Rumo, Domaso, Dosso del Liro und Peglio.

## Geschichte
Gravedona war bis Januar 2011 eine eigenständige Gemeinde und schloss sich am 4. Februar 2011 mit den Gemeinden Consiglio di Rumo und Germasino zur neuen Gemeinde Gravedona ed Uniti zusammen.

## Sehenswürdigkeiten
- Palast Gallio (1582) von Kardinal Tolomeo Gallio als Wohnsitz erbauter Palast[2]
- Kirche Santa Maria del Tiglio
- Kirche Santi Gusmeo e Matteo[3][4]
- Kirche San Giovanni Battista[5]
- Kirche Santa Maria delle Grazie und Kloster[6][7]
- Zentrum mit alten Wohnhäusern genannt Castello.

## Persönlichkeiten
- Francesco Gregorio (* um 1455 in Gravedona; † nach 1513 ebenda), Goldschmied[8]
- Antonio Raffaele Falilela (* um 1590 in Gravedona; † nach 1628 ebenda), Bildhauer[9]
- Virna De Angeli (* 1976), Sprinterin
- Lorenzo Fontana (* 1996), Ruderer
- Filippo Scotti (* 1999), Schauspieler

## Bilder

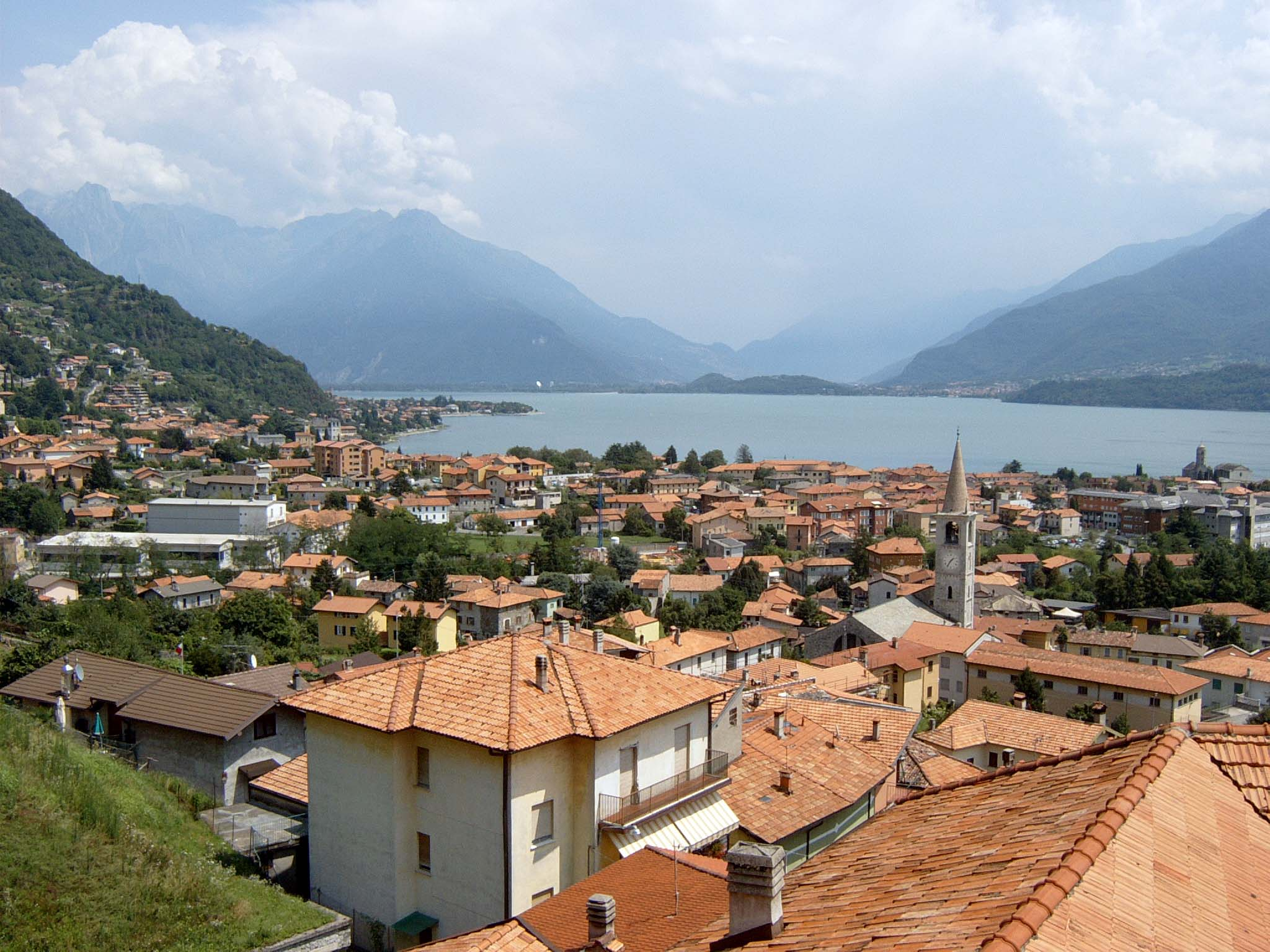
Gravedona
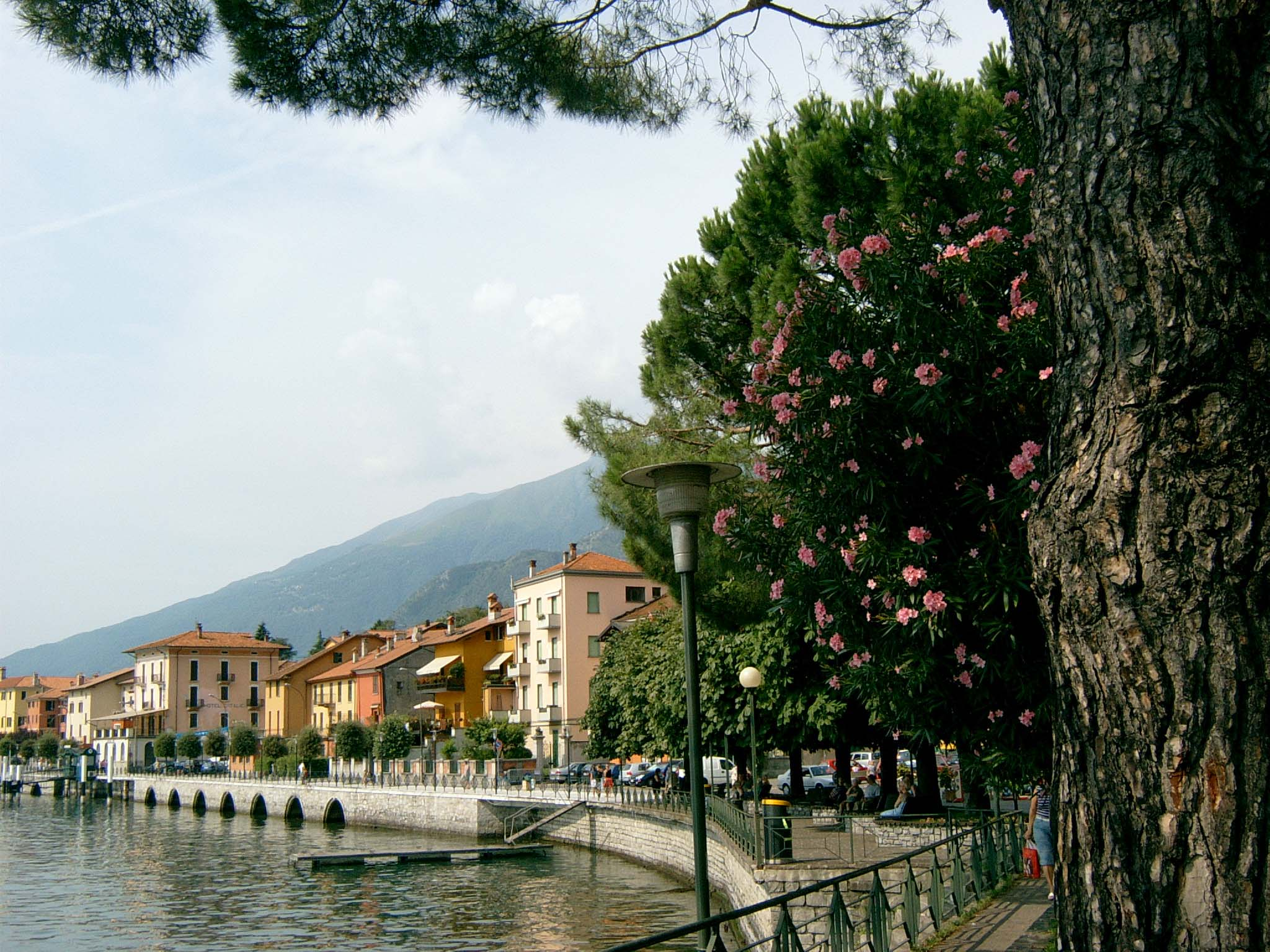
Gravedona
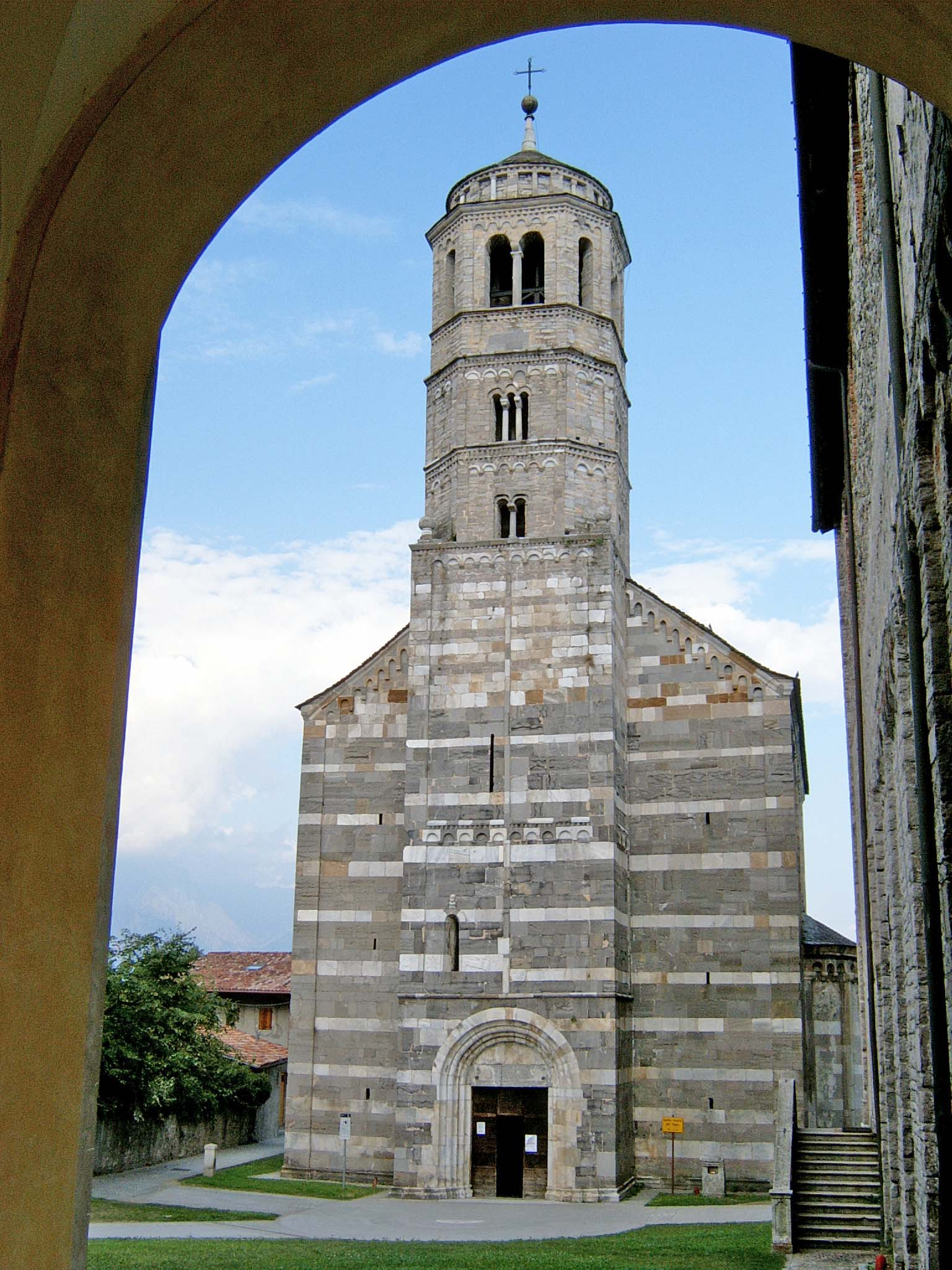
Santa Maria del Tiglio
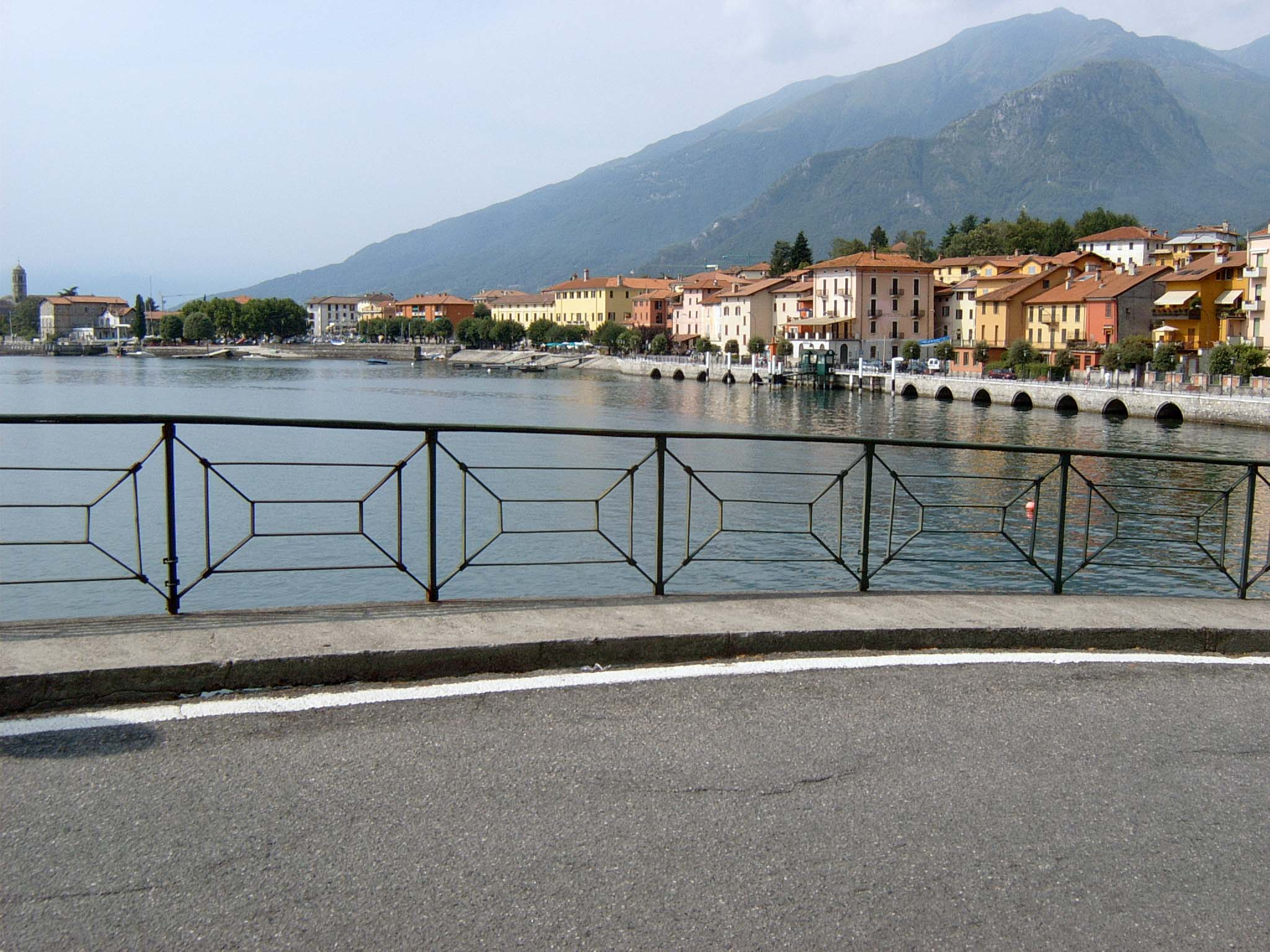
Gravedona
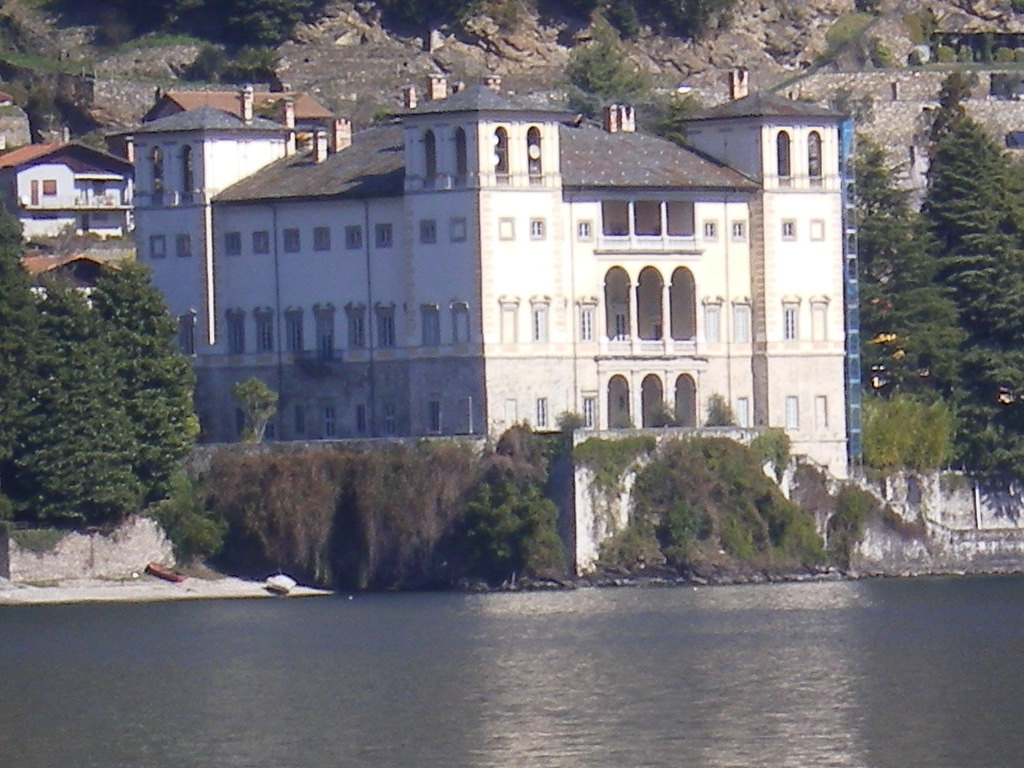
Palazzo Gallio